# シン・ユジン (格闘家)
シン・ユジン（韓国語: 신유진, ラテン文字転写: Shin Yoo Jin、2004年5月16日 - ）は、韓国の女性総合格闘家。韓国京畿道烏山市出身。Bon Jiujitsu Songtan所属。

## 来歴
4歳でテコンドーを始め、引きこもりを経て12歳でボクシング、13歳で柔術とMMAを開始。柔術で12回の優勝を経験し、14歳でアマチュアMMAデビュー後、15歳で韓国最年少プロデビュー。以降も着実に勝利を重ね、2024年にはアトム級暫定王座挑戦が決まるも大会中止。代替カードで王座戦に臨むも、体重超過とノーコンテストにより正式な戴冠には至らなかった。

### RIZIN
2025年7月27日、RIZIN初参戦となる、超RIZIN.4 真夏の喧嘩祭りのRIZIN女子スーパーアトム級タイトルマッチで王者の伊澤星花と対戦予定。

## 戦績

### プロ総合格闘技
| 総合格闘技 戦績 | 総合格闘技 戦績 | 総合格闘技 戦績 | 総合格闘技 戦績 | 総合格闘技 戦績 | 総合格闘技 戦績 | 総合格闘技 戦績 |
| --------------- | --------------- | --------------- | --------------- | --------------- | --------------- | --------------- |
| 4 試合          | (T)KO           | 一本            | 判定            | その他          | 引き分け        | 無効試合        |
| 3 勝            | 0               | 2               | 1               | 0               | 0               | 1               |
| 1 敗            | 0               | 1               | 0               | 0               | 0               | 1               |

| 勝敗 | 対戦相手       | 試合結果                                  | 大会名                   | 開催年月日     |
| ×    | 伊澤星花       | 1R 2:24 肩固め                            | 超RIZIN.4 真夏の喧嘩祭り | 2025年7月27日  |
| ー   | パク・ソヨン   | 2R 4:44 ノーコンテスト (ユジンの体重超過) | ROAD FC 71               | 2024年12月29日 |
| ○    | イ・ウンジョン | 1R 2:03 リアネイキッドチョーク            | ROAD FC 68               | 2024年4月13日  |
| ○    | イ・ウンジョン | 1R 4:50 リアネイキッドチョーク            | ROAD FC 59               | 2021年9月4日   |
| ○    | キム・ヘイン   | 5分2R終了 判定2-1                         | ROAD FC 57               | 2019年12月14日 |